# Illasi
Illasi és un comune (municipi) de la província de Verona, a la regió italiana del Vèneto, situat a uns 90 quilòmetres a l'oest de Venècia i a uns 15 quilòmetres a l'est de Verona.
A 1 de gener de 2020 la seva població era de 5.233 habitants.
Illasi limita amb els següents municipis: Cazzano di Tramigna, Colognola ai Colli, Lavagno, Mezzane di Sotto i Tregnago.